# CFM International LEAP
CFM International LEAP (Leading Edge Aviation Propulsion, с англ. — «передовая авиационная силовая установка») — семейство перспективных гражданских турбовентиляторных двигателей с тягой на взлёте от 14 тонн, разработанных корпорацией CFM International.

## История
В 2005 году на основе CFM56 компания CFM начала разработку новой серии двигателей под обозначением LEAP56. В 2008 году было принято решение о переработке проекта и переименовании в LEAP-X. В 2012 году производитель удалил обозначение «-X» из названия модели. Испытания двигателя LEAP начались в сентябре 2013 года.
Двигатель доступен в трех вариантах для разных моделей самолетов. Вариант LEAP-1A предназначен для Airbus A320neo, совершил свой первый полет 19 мая 2015 года из заводского аэропорта Airbus в Тулузе. В ноябре 2015 года двигатель, а в марте 2016 года A320neo с данным двигателем получили совместную сертификацию типа EASA и FAA. 21 июля 2016 года первый A320neo с LEAP-1A был доставлен турецкой авиакомпании Pegasus Airlines. LEAP-1A конкурирует с турбовентиляторным двигателем Pratt & Whitney PW1000G, который также устанавливается на A320neo.
Следующая модификация, CFM LEAP-1B, предназначена для Boeing 737 MAX. Так же, как и CFM56 в серии Classic и Next Generation, является единственным возможным для установки двигателем. Из-за гораздо более низкого шасси, чем у A320neo, Boeing был вынужден устанавливать двигатели с меньшим вентилятором, чем Airbus. Испытания LEAP-1B начались в июне 2014 году, первый испытательный полет прошёл 29 апреля 2015 г. на Boeing 747-100 GE Aviation, а первый полет на Boeing 737 MAX — 29 января 2016 года. В мае того же года двигатель получил сертификат типа EASA и FAA. Первый Boeing 737 MAX 8 был введён в эксплуатацию 22 мая 2017 года.
Третий вариант двигателя, LEAP-1C, предназначался для нового китайского среднемагистрального самолета Comac C919. Первый полет китайского самолёта с этим двигателем состоялся 5 мая 2017 года.
По состоянию на ноябрь 2011 года у компании CFM было 1192 заказа на LEAP-1A, 1876 — на LEAP-1B и 760 — на LEAP-1C. К февралю 2014 года в общей сложности было заказано около 6000 двигателей.

## Конструкция
Подобно CFM56 и PW1000G, LEAP является двухконтурным реактивным (турбовентиляторным) двигателем и относится к новому поколению двигателей с высокой степенью двухконтурности. У вентилятора 18 лопастей — вдвое меньше, чем у CFM56. Они изготовлены из легкого пластика, армированного углеродным волокном, с использованием новых технологий при производстве, а также усилены титановыми листами на передних краях. Композиты из керамического волокна впервые используются (в двигателях коммерческих самолетов) для деталей турбины высокого давления.
По сравнению с CFM56, уровень шума и выбросов оксида азота у нового двигателя сократились примерно вдвое. Несмотря на лёгкие материалы, из которых изготовлен двигатель, из-за своего размера двигатель тяжелее своего предшественника.

## Варианты двигателя
Источники: easa.europa.eu; easa.europa.eu.
| Модель                  | LEAP-1A                                                                                                  | LEAP-1B                                                                                                  | LEAP-1C                                                                                                  |
| ----------------------- | --- | --- | --- |
| Тип двигателя           | Двухконтурных турбовентиляторных двигателей                                                              | Двухконтурных турбовентиляторных двигателей                                                              | Двухконтурных турбовентиляторных двигателей                                                              |
| Камера сгорания         | Двойная кольцевая камера сгорания с завихрителем предварительного смешивания второго поколения (TAPS II) | Двойная кольцевая камера сгорания с завихрителем предварительного смешивания второго поколения (TAPS II) | Двойная кольцевая камера сгорания с завихрителем предварительного смешивания второго поколения (TAPS II) |
| Диаметр вентилятора     | 198 см                                                                                                   | 176 см                                                                                                   | 196 см                                                                                                   |
| Степень двухконтурности | 11:1 | 9:1 | 11:1 |
| Длина                   | 3,328 м                                                                                                  | 3,147 м                                                                                                  | 4,505 м                                                                                                  |
| Ширина                  | 2,533-2,543 м                                                                                            | 2,421 м                                                                                                  | 2,659 м                                                                                                  |
| Высота                  | 2,368-2,362 м                                                                                            | 2,256 м                                                                                                  | 2.714 м                                                                                                  |
| Вес                     | 2,990-3,153 кг                                                                                           | 2,780 кг                                                                                                 | 3,929-3,935 кг                                                                                           |
| Тяга на взлёте          | 143,05 кН                                                                                                | 130,41 кН                                                                                                | 137,14 кН                                                                                                |
| Крейсерская тяга        | 140,96 кН                                                                                                | 127,62 кН                                                                                                | 133,22 кН                                                                                                |
| Применение              | Airbus A320neo                                                                                           | Boeing 737 MAX                                                                                           | Comac C919                                                                                               |